# Nan Blakstone

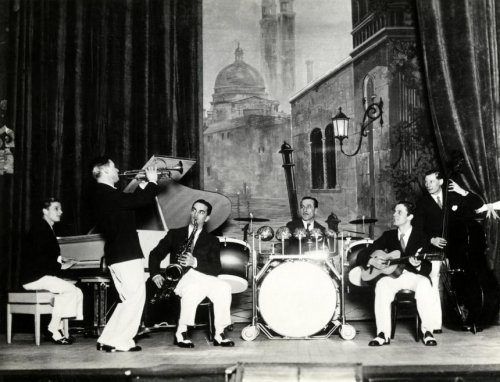
Nan Blackstone (links) mit Nat Gonella & the New Georgians (1930s)

Nan Blakstone oder Nan Blackstone (eigentlich Naomi Ewald, * 1905 in San Antonio; † 24. September 1951) war eine US-amerikanische Sängerin und Pianistin, die vor allem durch ihre Auftritte auf Kabarettbühnen und in Nachtclubs Bekanntheit erlangte. Der Jazzkritiker Will Friedwald beschrieb die Interpretin „zweideutig-humoristischer Songs“ als einen „weiblichen Zeitgenossen solch liederlicher, Geschlechtergrenzen überschreitender Gestalten wie Dwight Fiske und Ray Bourbon“ und als Vorgängerin von Sängerinnen wie Ruth Wallis oder Ava Williams.

## Leben und Wirken
Naomi Ewald studierte an der Oklahoma University und besuchte anschließend das Musik-College in Chicago. Für ihre Auftritte nahm sie den Künstlernamen Nan Blackstone an, den sie jedoch bald auf Nan Blakstone verkürzte, um nicht mit einem damals bekannten Zauberer verwechselt zu werden. Sie trat während der Prohibitionszeit in New Yorker Cabarets auf; 1926 hatte sie einen Auftritt in dem Musical The Far Cry am Liberty Theatre in New York. Bei ihren Tourneen, so bei ihrem Gastspiel am Strand Theater in Lexington (Kentucky), wurde sie als Queen of the Blues Songs – Broadway’s Crooning Bluebird Singing the Latest Songs angekündigt. Am 25. Mai 1927 spielte sie, sich selbst am Piano begleitend, vier Titel für Victor in Chicago ein, Maybe You’ll Be the One to Care, That’s How I Know I Love You, Counting the Days und So Tired.

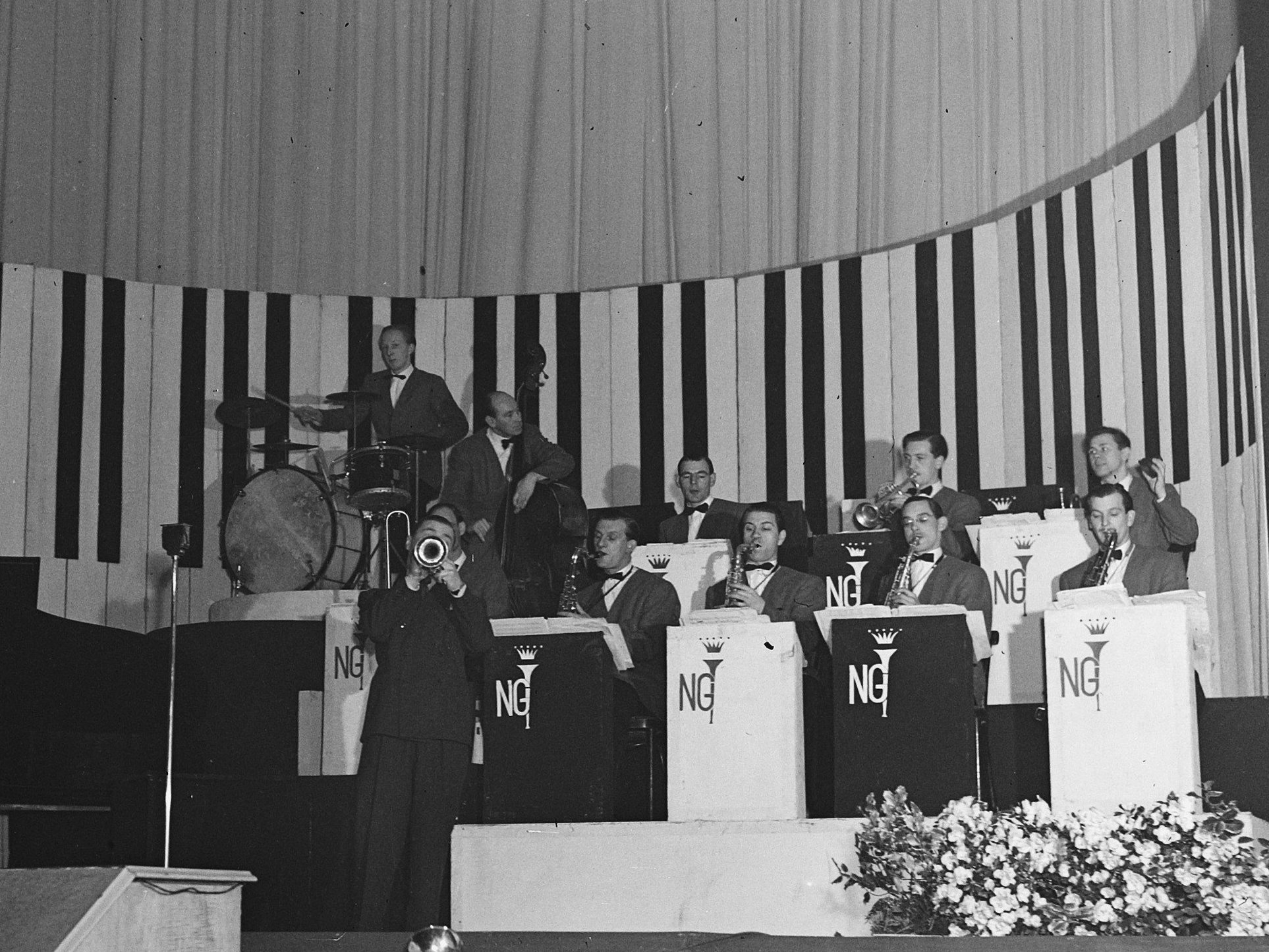
Der Trompeter Nat Gonella und seine Band bei einer Tournee in den Niederlanden (1946)

Die nächste Plattensession Blakstones fand am 10. April 1929 für RCA-Victor im Church Building Studio in Camden (New Jersey) statt, wo sie vier Titel für einen Musikfilm der Columbia Pictures aufnahm, der unter dem Titel Snappy Co-eds veröffentlicht wurde. Darin sang sie ein Medley der Songs I Ain’t Taken Orders from No One, That’s My Weakness Now, She’s Funny That Way und More Than Anybody. Begleitet wurde sie dabei von den Studiomusikern Max Berger (Trompete), Louis Martin (Saxophon), Billy Witkin (Geige), Louis Spielman (Piano), Dick Cherwin (Kontrabass) und Harry Rosenberg (Schlagzeug). Im Februar 1930 trat sie in Ruth Selwyns Musical Nine-Fifteen Revue auf, das jedoch kaum Erfolg hatte; darin sang sie George Gershwins Toddlin’ Along. zum Ende des Jahres wirkte sie bei einer weiteren Gaieties-Musicalproduktion mit, die am Guild Theatre (dem heutigen August Wilson Theatre) lief und 158 Aufführungen erlebte. Es folgten in den frühen 1930ern Engagements im New Yorker Club Argonaut mit Jean Malin; im Juni 1931 entstanden Testaufnahmen für Brunswick Records (Queen Isabell/Hit or Miss). Ende 1931 hielt sie sich in London auf. Dort spielte sie im Dezember die Titel I’ll Putcha Pitcha in the Papers und All for the Sake of Love (Oriole P-107) ein, begleitet von Nat Gonella, Stanley Black (Piano) und Bill Harty (Schlagzeug). Ab Ende Januar 1932 hatte sie ein erfolgreiches Engagement im Nachtclub Monseigneur; im Laufe des Jahres entstanden weitere Aufnahmen für Oriole, die Titel You are Too Beautiful und What Have We Got to Lose? (Oriole SP-492).
Nach ihrer Rückkehr in die Vereinigten Staaten trat Blakstone ab Oktober 1932 in der Revue Forward March von Lew Brown, Ray Henderson und David Freedman auf; Anfang 1933 hatte sie Engagements im Club Abbey in der West 54th Street. 1934 reiste sie mit der Aquitania erneut nach England. Am 11. Mai 1933 nahm sie You’re Getting to Be a Habit with Me und I’ll Putcha Pitcha in the Paper auf, begleitet vom Pianisten Austin „Ginger“ Croome-Johnson (Parlophone R.1536). Anfang 1934 kehrte sie in die USA zurück; am 6. April nahm sie mit eigener Klavierbegleitung in den ARC Studios They were I Can’t Find a Place to Do It und Modern Romeo, die auf dem Plattenlabel Liberty Music Shop (L-161) erschienen. In diesem Jahr trat sie in verschiedenen New Yorker Nachtclubs auf, wie dem Caveau Basque, Casino Town Club (mit Bruz Fletcher) und im Petit Palais, bevor sie nach Los Angeles zog. Im Oktober 1935 heiratete sie Heine Brand, der auch ihre nächste Plattensession produzierte, die Anfang 1936 stattfand; in den Decca-Studios spielte sie während eines Gastspiels im Colony Club sechs Nummern ein, Isabella – the Queen, Myrtle Isn’t Fertile Anymore, I’m Not in the Way of My Family (I’m Just in the Family Way), I’ve Got It Again, Stardust und Cole Porters I’m The Laziest Gal in Town. Will Friedwald bezeichnete in seinem Buch Stardust Melodies ihre Version von Stardust als die wohl sonderbarste Interpretation des Songs.

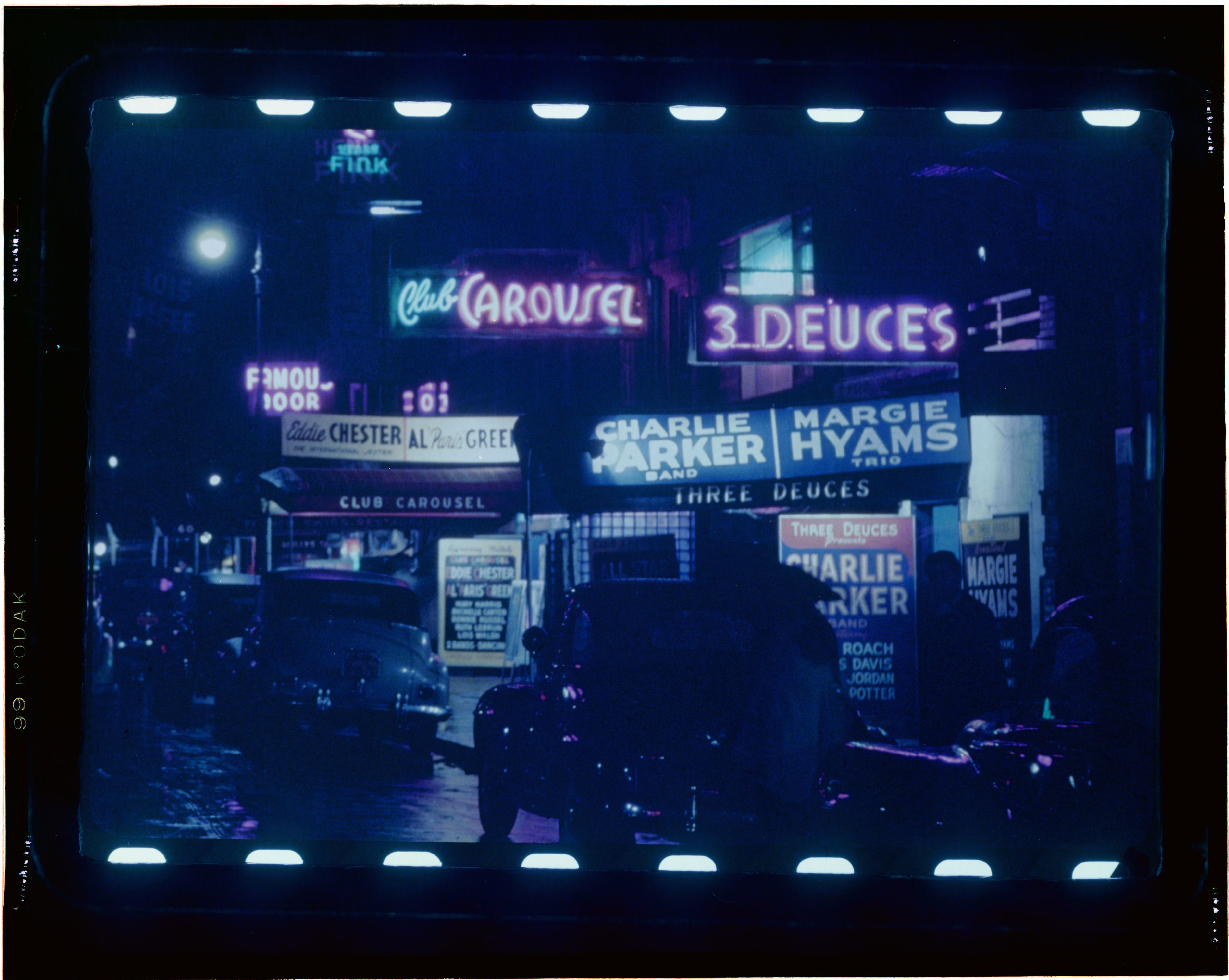
Der Club Carousel auf der New Yorker 52nd Street zwischen dem Famous Door und dem Three Deuces. Fotografie von William P. Gottlieb (um 1948)

Nach ihrer Rückkehr nach New York gastierte sie 1936 im Yacht Club an der 52nd Street, musste aber bald ihre Karriere wegen einer Gesichtsverletzung infolge eines Verkehrsunfalls unterbrechen und sich kosmetischen Operationen unterziehen. Erst 1939 trat sie erneut auf, im Little Eva Club an der Westküste der USA, 1941 im Moulin Rouge in New Orleans und im Chase Hotel in St. Louis. 1942 entstanden erneut Plattenaufnahmen (Merchant Seaman’s Voyage into Courage) für den Musikagenten Stanford Zucker. Ende Mai 1942 gastierte sie im Onyx Club in New York. In dieser Zeit heiratete sie ihren Manager Ronald Aaron Gerard. Es folgte eine Tournee in Kanada, wo sie im Café Esquire in Montreal auftrat. 1944 führte sie kurze Zeit einen eigenen Nachtclub, den Club Carousel in der West 52nd Street. In New York entstanden Anfang 1946 mit dem Artie Fields Orchestra weitere Plattenaufnahmen für das kleine Label Gala, die als 78er-Album unter dem Titel The World’s Greatest Interpreter of Sophisticated Song veröffentlicht wurden, darunter die Songs The Laziest Gal in Town, Rears its Ugly Head (von Mort Greene) und A Lady’s a Lady No Matter What Cooks. Bei Aufnahmen in Detroit folgten die Titel Horse with a Buggy Behind und Lady Godiva and the Peeping Tom (Gala 1019). 1947 hatte sie ein Engagement im Ruby Foo’s Club in Montreal; im November nahm sie sechs Titel in den Universal Studios in Hollywood auf (Private Collection – Gems of Sophistication), darunter The Throttle Murder Mystery und Blakstone’s Frustration (Can’t Find a Place to Do It), gefolgt von den Alben Private Collection of Nan Blakstone und The Hush Hush Album, das später auszugsweise von Jubilee Records wiederveröffentlicht wurde (Tongue with Cheek). Letzte Plattenaufnahmen entstanden Ende 1947; im Juni 1949 erlitt Nan Blakstone einen Schlaganfall, von dem sie sich zunächst erholte. Sie starb 1951 an den Folgen einer intrazerebralen Blutung.

## Diskografische Hinweise
- The Worlds Greatest Interpreter of Sophisticated Song (Gala, 1946)
- The New Hush Hush Album (Jubilee, 1954)
- Dwight Fiske, Nan Blakstone: Tongue with Cheek (Kompilation, Jubliee, 1959)